# Peter Velits
Peter Velits, né le 21 février 1985 à Bratislava, est un coureur cycliste slovaque, professionnel de 2004 à 2016. Son frère jumeau Martin est également cycliste professionnel. Il a notamment été champion du monde sur route espoirs en 2007 et triple champion du monde du contre-la-montre par équipes.

## Biographie

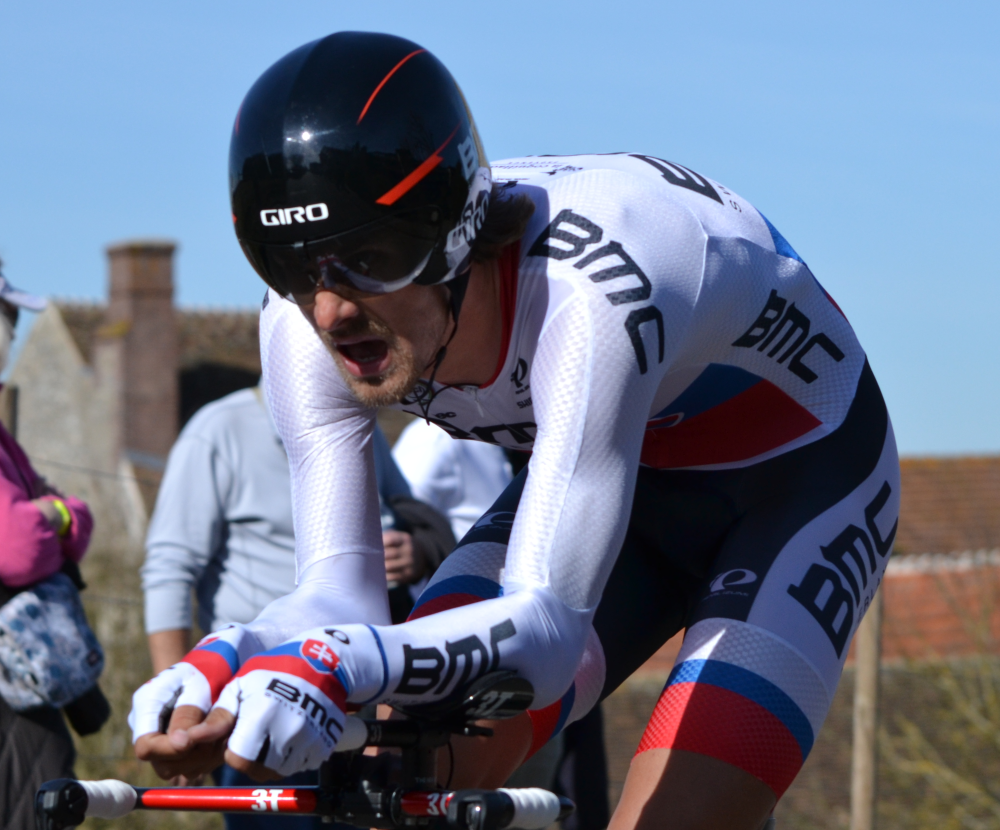
Peter Velits champion de Slovaquie.

Sacré champion du monde espoirs à Stuttgart en 2007, il se met en lumière lors de la 17e étape du Tour de France 2008, celle qui verra Carlos Sastre voler vers le sacre final, en s'échappant, pendant toute l'étape, se faisant rejoindre sur les premières pentes de la montée finale vers L'Alpe d'Huez.
Il est alors connu pour être plutôt un puncheur, spécialiste des courses d'un jour, en atteste sa dixième place sur Milan-San Remo et la troisième sur la Classique de Saint-Sébastien en 2009 après le déclassement de Carlos Barredo.
En 2010, il remporte la première étape du Tour d'Espagne, un contre-la-montre par équipes avec la formation HTC-Columbia, ainsi que la dix-septième étape de cette même épreuve, un contre-la-montre individuel. Il finit troisième de cette Vuelta, ce qui constitue à ce jour son meilleur résultat sur un grand tour et prouve qu'il a franchi un palier lui permettant d'être un sérieux candidat aux podiums sur les grands tours. Le deuxième de la course, Ezequiel Mosquera, est cependant contrôlé positif à l'hydroxyéthylamidon après l'épreuve. Il perd le bénéfice des résultats obtenus à partir du 28 août 2010 et est disqualifié de ce Tour d'Espagne. Après ce déclassement, Peter Velits passe à la deuxième place du général. Début janvier 2015, l'Audience Nationale espagnole annule cette décision et Velits est reclassé troisième.
En 2011, Velits est longtemps blessé à la jambe au printemps, ce qui complique sa préparation pour le Tour de France. Lors de la course, il se classe notamment quatre fois parmi les dix premiers d'étapes et prend la 18e place du classement général final,.
Début août, en fin de contrat avec l'équipe HTC-Highroad, il décide de signer avec son frère Martin Velits pour l'année 2012 dans l'équipe Omega Pharma-Quick Step. En début de saison, il remporte le Tour d'Oman. En juin, aux championnats de Slovaquie, il remporte le contre-la-montre et prend la deuxième place de la course en ligne, derrière Peter Sagan. Il termine à la 27e place du classement général en ayant obtenu plusieurs places d'honneur, dont la troisième place de la troisième étape à Boulogne-sur-Mer, et la quatrième de l'avant-dernière, un contre-la-montre. En septembre, il dispute les trois épreuves de ces championnats du monde. Il remporte le nouveau championnat du monde du contre-la-montre par équipes de marque avec ses coéquipiers de l'équipe Omega Pharma-Quick Step Sylvain Chavanel, Tony Martin, Tom Boonen, Kristof Vandewalle et Niki Terpstra, à une moyenne horaire de 50,534 km/h. Il prend ensuite la 34e place du contre-la-montre individuel et dispute la course en ligne, qu'il ne termine pas.
En 2013, il remporte deux nouveaux titres lors des championnats de Slovaquie de contre-la-montre et des Championnats du monde du contre-la-montre par équipes.
En 2014, Peter Velits signe un contrat en faveur de BMC Racing. En début d'année, il est neuvième de Paris-Nice. En juin, il obtient un troisième titre consécutif de champion de Slovaquie de contre-la-montre. Il dispute ensuite le Tour de France en tant qu'équipier de Tejay van Garderen. Grâce à la victoire qu'obtient sa formation sur le circuit tracé autour de la ville de Ponferrada en Espagne, il devient en fin de saison le premier coureur à s'adjuger trois victoires lors des Championnats du monde du contre-la-montre par équipes.
Au début de la saison  2015, il ne termine pas Paris-Nice. Après cette course, il se fait opérer pour une blessure à la jambe gauche ce qui nécessite plusieurs mois d'arrêt de compétition. Au deuxième semestre il remporte la 1re étape du Tour d'Espagne (contre-la-montre par équipes) et endosse le maillot de leader de cette course. Quelques semaines plus tard il prolonge son contrat avec la formation BMC Racing.
Non prolongé à l'issue de la saison 2016, il décide de mettre un terme à sa carrière.

## Palmarès et classements mondiaux

### Palmarès
- 2002
  - Course de la Paix juniors :
    - Classement général
    - 1re étape

  - 2e étape du Grand Prix Rüebliland
  - 2e du championnat de Slovaquie sur route juniors
  - 3e du championnat de Slovaquie du contre-la-montre juniors
- 2003
  -  Champion de Slovaquie sur route juniors
  -  Champion de Slovaquie du contre-la-montre juniors
  - Tour de Lorraine juniors :
    - Classement général
    - 2e étape

  - Course de la Paix juniors :
    - Classement général
    - 3e et 4eb (contre-la-montre) étapes

  - 4e étape du Giro di Basilicata
  - 2e de la Coupe du monde UCI Juniors
- 2004
  - 2e du championnat de Slovaquie du contre-la-montre espoirs
- 2005
  -  Champion de Slovaquie du contre-la-montre espoirs
  - 6e étape du Tour de Navarre
  - 2e du championnat de Slovaquie sur route espoirs
  - 3e du Tour des régions italiennes
- 2006
  -  Champion de Slovaquie du contre-la-montre espoirs
  - Tour du Cap :
    - Classement général
    - 2e étape

  - Grand Prix Kooperativa
  - 2e étape du Grand Prix Guillaume Tell
  - 2e du championnat de Slovaquie sur route espoirs
  - 2e du Grand Prix Guillaume Tell
- 2007
  -  Champion du monde sur route espoirs
  - Grand Prix de Fourmies
  - 3e du Grand Prix de la Forêt-Noire
- 2008
  - 2e de l'Intaka Tech Worlds View Challenge 5
- 2009
  - Grand Prix du canton d'Argovie
  - 3e de la Classique de Saint-Sébastien[n 1]
  - 10e de Milan-San Remo
- 2010
  - 1re (contre-la-montre par équipes) et 17e (contre-la-montre) étapes du Tour d'Espagne
  - 3e du Tour d'Espagne[n 3],[4]
- 2012
  -  Champion du monde du contre-la-montre par équipes
  -  Champion de Slovaquie du contre-la-montre
  - Tour d'Oman
  - 2e du championnat de Slovaquie sur route
- 2013
  -  Champion du monde du contre-la-montre par équipes
  -  Champion de Slovaquie du contre-la-montre
  - 10e de Paris-Nice
- 2014
  -  Champion du monde du contre-la-montre par équipes
  -  Champion de Slovaquie du contre-la-montre
  - 2e du championnat de Slovaquie sur route
  - 9e de Paris-Nice
- 2015
  - 1re étape du Tour d'Espagne (contre-la-montre par équipes)

### Résultats sur les grands tours

#### Tour de France
6 participations
- 2008 : 58e
- 2009 : 32e
- 2011 : 18e[n 2],[7]
- 2012 : 27e
- 2013 : 25e
- 2014 : 27e

#### Tour d'Espagne
2 participations
- 2010 : 3e[n 3],[4], vainqueur des 1re (contre-la-montre par équipes) et 17e (contre-la-montre) étapes
- 2015 : non-partant (18e étape), vainqueur de la 1re étape (contre-la-montre par équipes),  maillot rouge pendant 1 jour

### Classements mondiaux
| Année                  | 2005 | 2006 | 2007 | 2008 | 2009 | 2010 | 2011 | 2012 | 2013 | 2014 | 2015 |
| ---------------------- | ---- | ---- | ---- | ---- | ---- | ---- | ---- | ---- | ---- | ---- | ---- |
| Calendrier mondial UCI |      |      |      |      | 86e  | 39e  |      |      |      |      |      |
| UCI World Tour         |      |      |      |      |      |      | 136e | 157e | 152e | 131e | nc   |
| UCI Africa Tour        |      | 13e  |      |      |      |      |      |      |      |      |      |
| UCI Europe Tour        | 382e | 76e  | 27e  |      |      |      |      |      |      |      |      |

## Récompenses
- Cycliste slovaque de l'année : 2007, 2009 et 2010